# 湯楽里館
湯楽里館（ゆらりかん）は長野県東御市和にある日帰り温泉施設である。

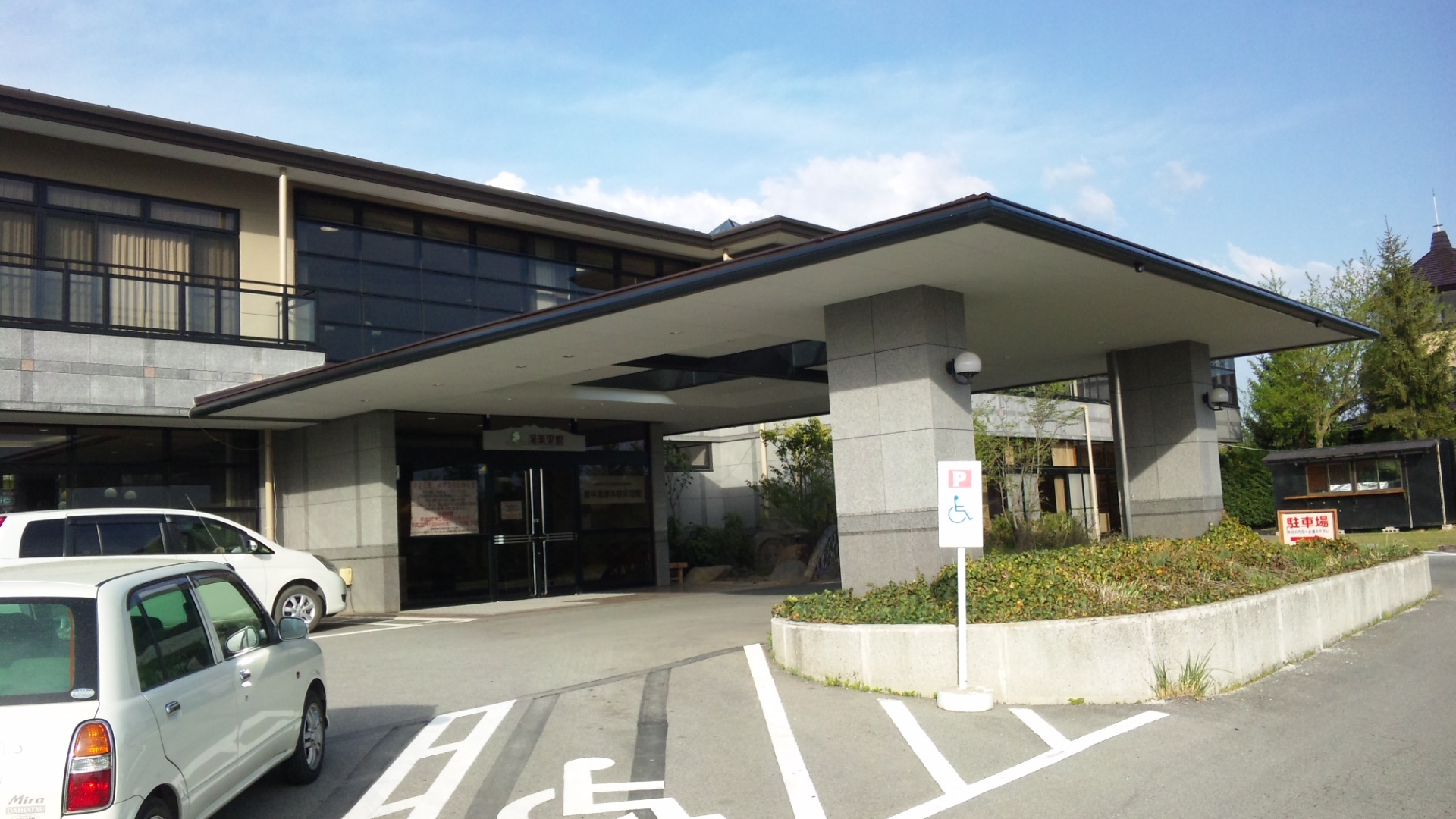
湯楽里館

## 概要
アグリビレッジ (Agri-Village) とうみ内にある中核施設であり、1994年（平成6年）12月にオープン、源泉は約3キロ北東にある、みづほ温泉で、旧東部町が1992年（平成4年）に採掘した。信州東御市振興公社が指定管理者として運営している。
長野県内の温泉施設の中でも入館者が非常に多い温泉であり、毎年30万人以上の利用者が訪れる、2007年（平成19年）6月30日には400万人目を達成した。地元の東御市の人だけではなく、冬場は菅平高原や鹿沢スノーエリアのスキー客なども利用している。
施設内では、各種温泉や食事処、ハイビジョンシアター、マッサージなどを利用できる。営業時間は午前10時から午後10時まで。

## 泉質
- 源泉名
  - みづほ温泉
- 泉質
  - 弱アルカリ単純温泉
- 効能
  - 神経痛、筋肉痛、関節痛、五十肩、打ち身、捻挫、冷え性

## 施設
- 浴場

露天風呂、大浴場、サウナ、ジャグジー、イベント風呂、水風呂、かぶり湯
- その他

リンスインシャンプー、ボディーソープ、ドライヤー完備

## アクセス
- 所在地 : 〒389-0505 長野県東御市和3875番地
- 車で上信越道東部湯の丸ICから車で約5分、東部湯の丸ICから長野県道79号小諸上田線（浅間サンライン）を上田方面へ湯楽里館入口信号を右折。
- しなの鉄道線田中駅、大屋駅からタクシーで約10分。